# Särintresse
Särintresse är ett intresse som avviker från gemensamt intresse eller gemensamma intressen, till exempel en idé inom politiken som är speciellt ägnad att gynna en begränsad grupp människors intressen (oftast de själva) snarare än samtliga människors intresse.
Motsatsen till särintresse kan dels vara allmänintresset, tanken att det finns något som är av allmänt (och därmed allas) intresse snarare än bara för en begränsad grupp människor. Dels kan motsatsen vara det ideologiska intresset, det vill säga att man låter sig styras av en ideologi, en idémässig agenda som man anser skapar bättre förutsättningar för hela samhället för framtiden, hellre än att man kortsiktigt strävar efter att gynna en viss grupp i samhället. 
Det påstås ibland att alla intressen i själva verket är särintressen, eftersom det egentligen inte finns någon idé som stöds av alla. Sedan kan de grupper som gynnas av ett särintresse var större eller mindre, och kritikerna menar då att det som kallas allmänintresse bara är ett större särintresse. Exempelvis kan man hävda att en "god miljö" är ett allmänintresse, men det utgår ifrån en oftast outtalad definition av detta begrepp som inte alls allmänt behöver delas och i vilken mån detta förmodade allmänintresse ska ges prioritet över andra förmodade allmänintressen i de fall då en intressekonflikt uppstår. Å andra sidan kan det verka som om att särintressen är allmänintressen, åtminstone försöker särintressen undvika att betecknas som det eftersom det inte gynnar deras sak. Särintressen brukar då föra fram allmänintressen sådana att de råkar gynnar denna grupp. Man måste genomskåda när särintressena talar i egen sak.
Ett politiskt parti som tydligt tar ställning för ett visst särintresse brukar kallas intresseparti.